# Home Garden
Home Garden és una concentració de població designada pel cens dels Estats Units a l'estat de Califòrnia. Segons el cens del 2000 tenia 1.702 habitants.

## Demografia
Segons el cens del 2000, Home Garden tenia 1.702 habitants, 427 habitatges, i 368 famílies. La densitat de població era de 1.173,5 habitants/km².
Dels 427 habitatges en un 48,5% hi vivien nens de menys de 18 anys, en un 55% hi vivien parelles casades, en un 21,3% dones solteres, i en un 13,8% no eren unitats familiars. En el 10,8% dels habitatges hi vivien persones soles el 4,9% de les quals corresponia a persones de 65 anys o més que vivien soles. El nombre mitjà de persones vivint en cada habitatge era de 3,95 i el nombre mitjà de persones que vivien en cada família era de 4,1.
Per edats la població es repartia de la següent manera: un 37,9% tenia menys de 18 anys, un 9,4% entre 18 i 24, un 26,3% entre 25 i 44, un 18,9% de 45 a 60 i un 7,5% 65 anys o més.
L'edat mediana era de 27 anys. Per cada 100 dones de 18 o més anys hi havia 112,2 homes.
La renda mediana per habitatge era de 25.450 $ i la renda mediana per família de 24.214 $. Els homes tenien una renda mediana de 26.071 $ mentre que les dones 14.338 $. La renda per capita de la població era de 22.357 $. Entorn del 33,5% de les famílies i el 41,9% de la població estaven per davall del llindar de pobresa.

## Poblacions més properes
El següent diagrama mostra les poblacions més properes.